# Перерваний роман Тіллі
«Перерваний роман Тіллі» (англ. Tillie's Punctured Romance) — американський фільм режисера Мака Сеннета. Перша повнометражна кінокомедія в історії і перший повнометражний фільм за участю Чарлі Чапліна. Прем'єра фільму відбулася в США 14 листопада 1914 року.

## Сюжет
Хоробрий міський парубок якось пішов шукати сільські стежки, після того, як міські вулиці стали дуже гарячими для нього. Випадково він знайомиться з Тіллі, дочкою фермера. Ну і що ж, що вона більше схожа на слониху, ніж на дівчину, зате у її батька водяться гроші, і наш герой не проти ними заволодіти. А Тіллі, що ніколи раніше не бачила такого хороброго парубка, закохується в нього по вуха і збігає з ним з батькового дому.

## В ролях
- Мері Дресслер — Тіллі Бенкс, сільська дівчина
- Чарлі Чаплін — Чарлі, пройдисвіт
- Мейбл Норманд — Мейбл, подруга Чарлі
- Мак Свейн — Джон Бенкс, батько Тіллі
- Чарльз Беннетт — Дуглас Бенкс, дядько Тіллі
- Честер Конклін — містер Вузіс
- Філліс Аллен — не має в тірах

## Продовження і рімейк
Вийшло два продовження фільму — «Томатний сюрприз Тіллі» (Tillie's Tomato Surprise, 1915) і «Тіллі просинається» (Tillie Wakes Up, 1917). В обох фільмах знімалася Мері Дресслер. 
У 1928 році в прокат вийшов ще один фільм «Перерваний роман Тіллі», в якому знявся комік Вільям Клод Дюкенфільд (відоміший під псевдонімом В. До. Філдс). Досить часто цю стрічку називають ремейком фільму 1914 роки, але фактично окрім назви у них мало спільного.